# Monroe (Washington)
Monroe ist eine Stadt (City) im Snohomish County im US-Bundesstaat Washington. Sie liegt etwa 50 Kilometer nordöstlich von Seattle. Zum United States Census 2020 hatte Monroe 19.699 Einwohner.

## Geschichte
Die Geschichte von Monroe ist eng mit der der Great Northern Railway verflochten, welche die Trassen über die Kaskadenkette am Stevens Pass vorantrieb und sich den Weg hinunter in das Skykomish River Valley bahnte.
Vor dieser Zeit war die Hauptsiedlung des Gebietes etwa eine Meile (1,6 km) westlich des Ortes angesiedelt, der später die Innenstadt darstellen würde; der Ort war als Park Place bekannt. Die Händler in der Stadt verlegten jedoch den Ort als die Eisenbahntrasse fertiggestellt war, um besseren Zugang zu dem neuen Transportmittel zu haben. Der neue Ort war ursprünglich als Tye City bekannt, wurde jedoch zu Monroe als das Hauptgeschäft von Park Place, welches das U.S. Post Office beherbergte, verlegt wurde und den Namen „Monroe at Park Place“ zu Ehren von James Monroe anzunehmen, dem fünften Präsidenten der USA. Weil das U.S. Postal Department keine neuen Postämter mit Doppelnamen erlaubte, wurde das Postamt und schließlich auch die Stadt einfach „Monroe“ genannt.
Bis 1893 hatte sich die Stadt zu einem bedeutenden Eisenbahn-Halt entwickelt und war wegen der GN Greenhouses bestens bekannt, welche Blumen zum Verkauf an die Fahrgäste anbaute. Im selben Jahr baute das Snohomish County die County Poor Farm, wo sich heute die Evergreen State Fairgrounds befinden; das erste Krankenhaus der Stadt wurde dort gebaut, wo sich heute das Valley General Hospital befindet. Die erste hohe Brücke über den Skykomish River wurde 1894 gebaut, und 1896 erfolgte der erste Kirchenbau. Die erste allgemeine Schule wurde 1899 vom alten Ort in Park Place zum neuen Sitz in Monroe verlegt und die Zeitung der Stadt, The Monroe Monitor, startete im selben Jahr am 14. Januar mit der Herausgabe. Am 16. September 1901 zerstörte ein Brand das komplette Geschäftsviertel in der Stadt. Die Stadt wurde davon erschüttert, doch schnell wieder aufgebaut. Heute hat die Stadt Monroe 17.286 Einwohner und ein lebhaftes Geschäftsleben. In der alten Ortslage von Park Place befindet sich schon seit ihrer Eröffnung die Park Place Middle School. Die Stadt Monroe hat eine kleine Bibliothek. Außerdem verkehrt die Monte Cristo Railroad durch den Ort.

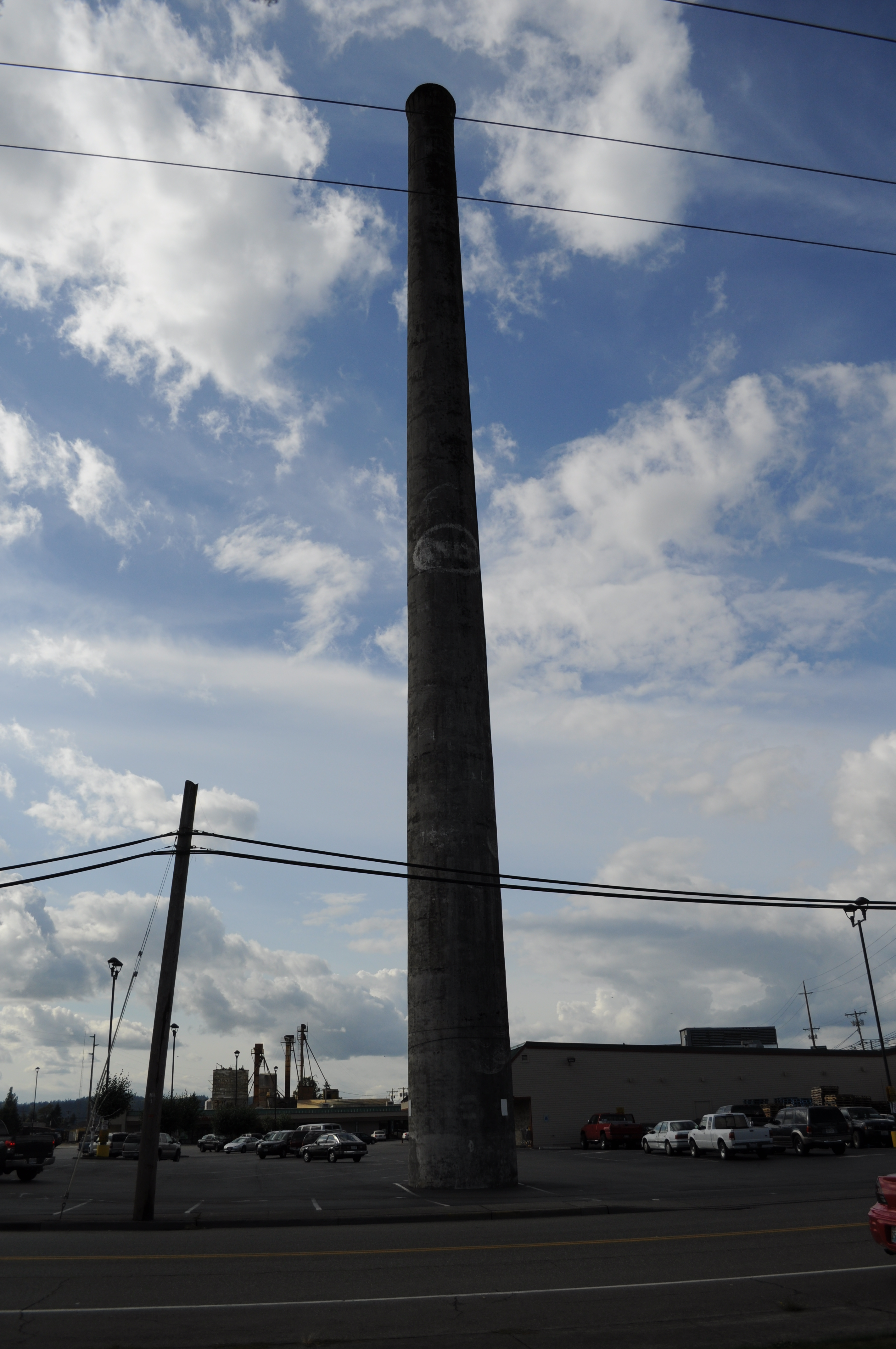
Carnation Condensery Stack (2009).

Die Gewerbeflächen der Stadt durchliefen eine Serie von Entwicklungen. Als die Stadt noch in den Kinderschuhen steckte, wurden viele Sägewerke gebaut, um Vorteile aus den alten Cedar-Wäldern zu ziehen; Schindeln waren das Hauptprodukt dieser Betriebe. Als die Holzgewinnung jedoch an Bedeutung verlor und die Holzindustrie nach und nach abwanderte, wurde die Landwirtschaft zum Haupterwerbszweig in der Region und Beeren-Farmen begannen zu blühen. Wegen der üppigen Weidegründe wurden auch Milchvieh-Farmen in die Gegend verlegt und bald begannen Molkereien mit der Produktion. Die Bedeutung dieser Industrie kann noch heute an dem gewaltigen Schornstein der Carnation-Kondensmilch-Fabrik abgelesen werden; die Fabrik selbst wurde durch einen Brand in den 1940er Jahren zerstört, doch der Schornstein steht noch heute dort, wo sich der Parkplatz eines Lebensmittelgeschäftes an der Kreuzung Main Street / U.S. Highway 2 befindet. Es ist ein einsamer Hinweis auf diese vergessene industrielle Epoche; ungeachtet seines Alters ist er viel höher als irgendein anderes Bauwerk in der Stadt.

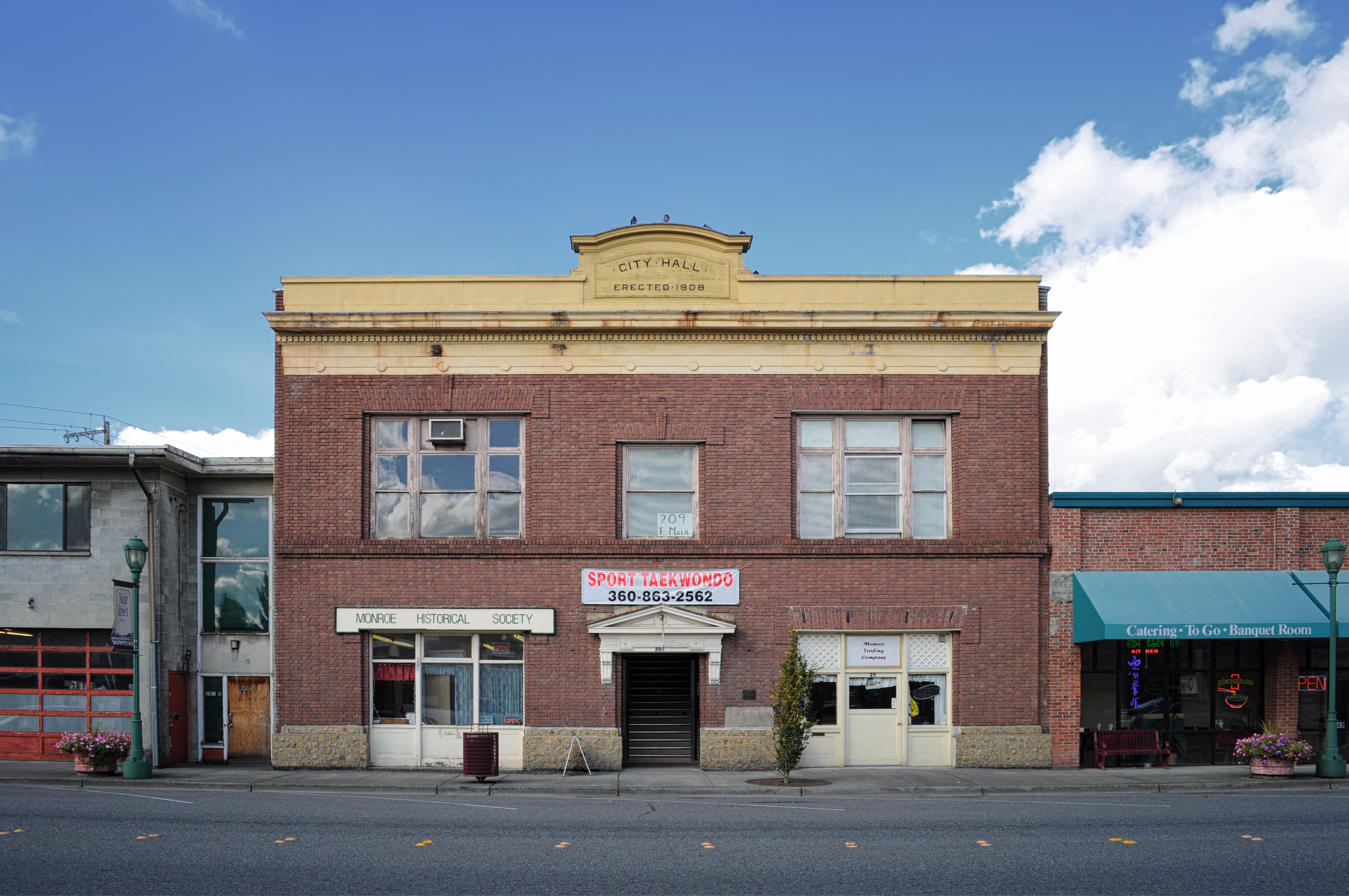
Das alte Rathaus, erbaut 1908 (Aufnahme von 2013) beherbergt die Monroe Historical Society und das Monroe Historical Museum.

Die Stadt Monroe stimmte der offiziellen Anerkennung als Gebietskörperschaft am 20. Dezember 1902 zu; die neue Stadt zählte 325 Einwohner. 1910, etwa zur selben Zeit wie der Bau der Carnation Condensery vorangetrieben wurde, wählte der Staat Washington Monroe als Sitz des Washington State Reformatory.
Die Große Depression traf Monroe wie das ganze Land und viele Industriebetriebe der Stadt mussten schließen. Als Ergebnis baten die Stadtväter um nationale Unterstützung aus Fonds und Hilfsprogrammen. Mit Hilfe der Fonds wurde eine Schule gebaut, die noch heute an der Main Street zu besichtigen ist; auch Straßenbauarbeiten wurden finanziert. Die erste Messe wurde 1941 in Monroe auf der County Poor Farm unter dem Namen Cavalcade of the Valleys veranstaltet. Obwohl durch den Zweiten Weltkrieg unterbrochen, wurden die Messen 1946 mit der Hilfe vieler Einwohner wie Mr. und Mrs. Shine Peters wieder aufgenommen, damals die Eigentümer von Monroe Floral, die alle Blumen, Sträucher und Bäume zur Dekoration der Messe aus ihrer Baumschule spendeten. Die Beiträge der örtlich ansässigen Farmer und der Mitglieder der Bruderschaft The National Grange of the Order of Patrons of Husbandry begründeten manche Tradition, die die Evergreen State Fair heute mit Stolz fortsetzt. Die jährliche Messe ist weiterhin ein bedeutender Teil der Kultur der Stadt.

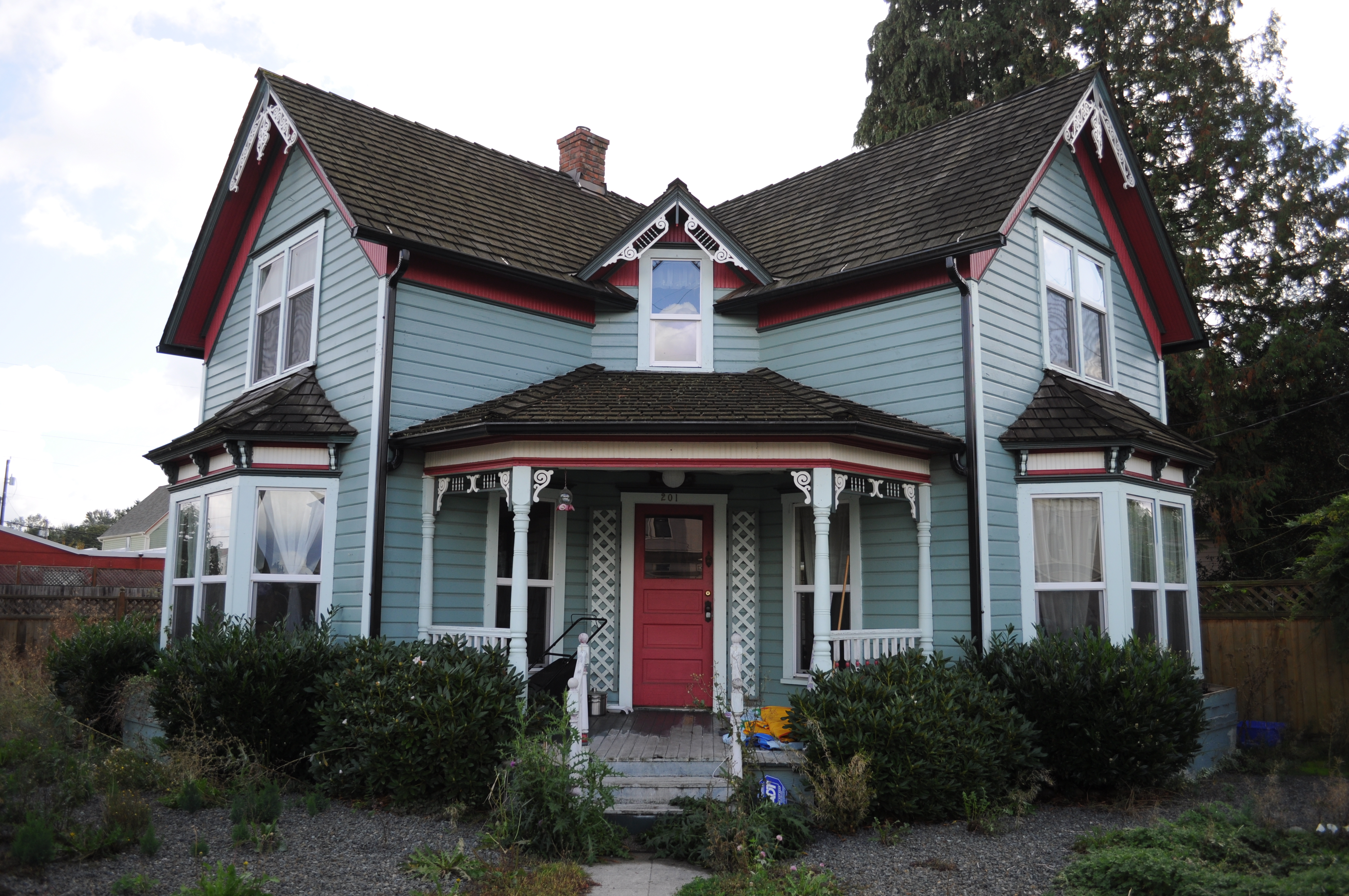
Dieses alte Haus nahe dem Zentrum von Monroe wurde einst als Antiquitätengeschäft genutzt.

Nach Krise und Krieg kehrte keine Industrie in die Stadt zurück und die Stadt orientierte sich verstärkt in Richtung Landwirtschaft. Sie wuchs während des größten Teils der 1950er und 1960er Jahre weiter, wenn auch langsamer. Im April 1965 erschütterte ein starkes Erdbeben West-Washington und die alte Monroe High School wurde samt ihrem Anbau so stark beschädigt, dass sie später abgerissen werden musste. Die neue Highschool eröffnete 1968 und versorgte die Stadt, bis 1999 eine größere gebaut werden musste.
In den frühen 1970er Jahren wurde Monroe zum Endpunkt der Washington State Route 522 (ursprünglich State Route 202, bevor sie als State Route 522 neu trassiert wurde), was eine direktere Anbindung an die Interstate 405 und die größeren Städte im Süden ermöglichte. Das öffnete die Stadt und ermöglichte die Entwicklung zu einer echten Schlafstadt. Der Highway trifft innerorts auf den U.S. Highway 2 und die Kreuzung ist oft vom innerstaatlichen Verkehr verstopft.

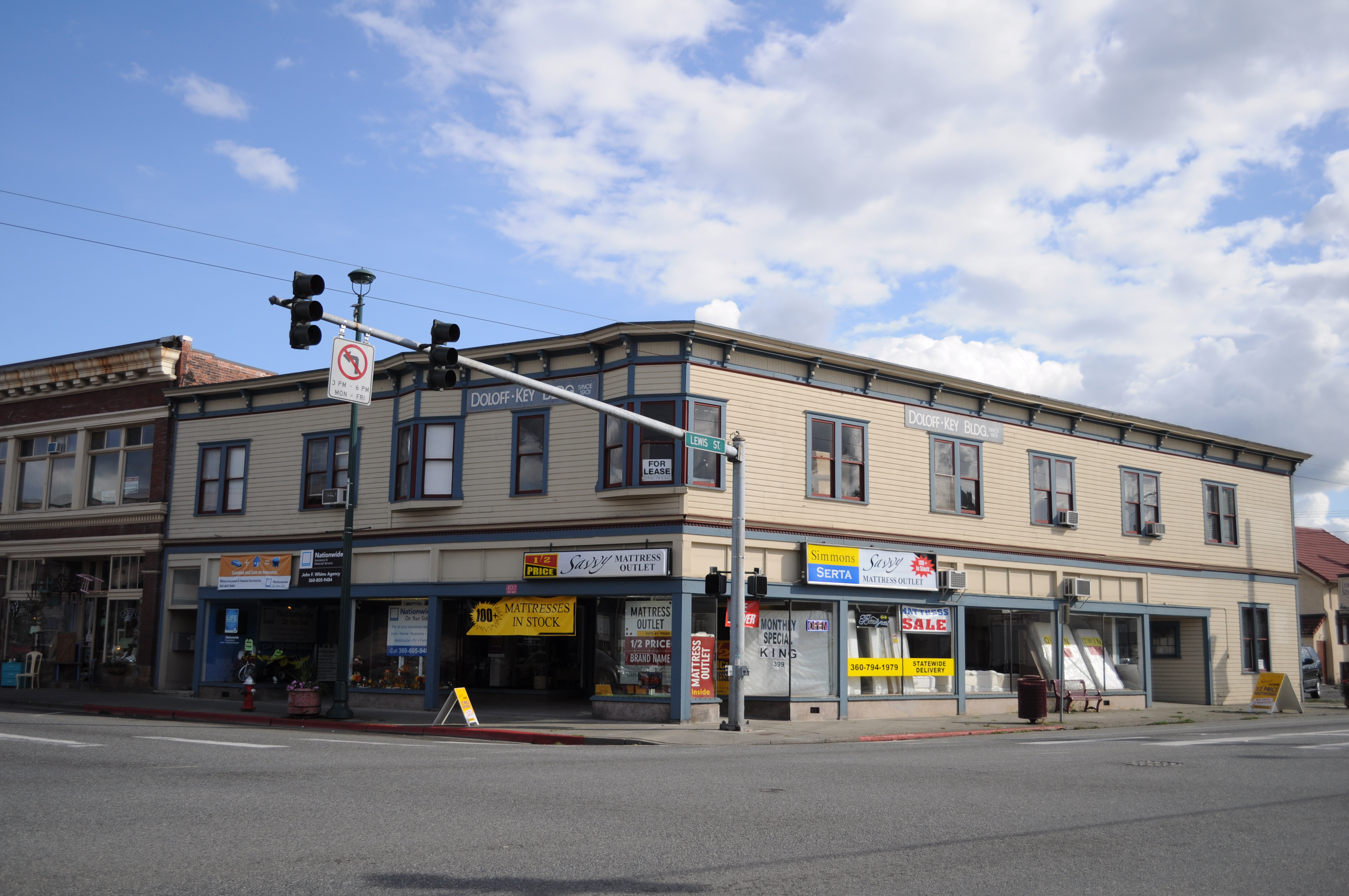
Das Doloff-Key-Gebäude im Innersten des alten Monroe, an der Ecke Main Street / Lewis Street, geht auf das Jahr 1901 zurück (Aufnahme von 2009).

Während des ersten Jahrzehnts des 21. Jahrhunderts wuchs Monroe in unerwarteten Dimensionen, indem große Shopping-Malls und Großmärkte am Highway 2 neue Komplexe errichteten. Die Wohnviertel der Stadt sind gleichfalls expandiert und der Highway ist Schauplatz eines riesigen Staus, insbesondere während der Sommermonate und der Hauptferienzeit. Eine Umgehung ist geplant, doch haben noch keine Firmen den Zuschlag erhalten.
Die neueren Entwicklungen haben die Stadt vorangebracht und die Einwanderung vieler Menschen in die Umgebung haben Veränderungen gebracht, aber noch nicht viel vom Charme der City zerstört. Der alte Teil der Stadt steht dort, wo er immer stand, an der Main Street, abseits des quirligen Highways; viel vom Kleinstadtcharakter ist erhalten geblieben. Züge verkehren nach wie vor durch die Stadt auf ihrem Weg über den Stevens Pass und der Klang ihrer Hörner ist ein allgegenwärtiger Bestandteil des Lebens in der Stadt.
Seit 2007 wurde in Monroe’s Old Town ein Revitalisierungsprogramm vorangetrieben.
Monroe war die Filmkulisse für die DreamWorks-Produktionen The Ring (2002) und The Ring Two (2005).
Von 1995 bis 2000 fanden auf dem Evergreen Speedway in den Evergreen State Fairgrounds Rennen der Camping World Truck Series der NASCAR statt.

## Geographie
Nach dem United States Census Bureau nimmt die Stadt eine Gesamtfläche von 15,82 km² ein, wovon 15,67 Land- und der Rest Wasserflächen sind.

### Klima
Das Klima in dieser Gegend hat geringe Temperaturdifferenzen und angemessene, über das Jahr verteilte Niederschläge. Nach der Klimaklassifikation nach Köppen und Geiger handelt es sich um ein Mittelmeerklima (abgekürzt „Csb“).
|                        | Jan    | Feb    | Mär    | Apr   | Mai   | Jun   | Jul   | Aug   | Sep   | Okt    | Nov    | Dez    |   |          |
| Mittl. Temperatur (°C) | 3,78   | 5,44   | 7,28   | 9,92  | 13,00 | 15,67 | 17,89 | 17,92 | 15,33 | 11,06  | 6,61   | 4,22   | ⌀ | 10,7     |
| Mittl. Tagesmax. (°C)  | 22,22  | 23,89  | 26,11  | 29,44 | 34,44 | 35,56 | 38,89 | 38,33 | 36,11 | 31,11  | 25,00  | 18,89  | ⌀ | 30       |
| Mittl. Tagesmin. (°C)  | −19,44 | −18,89 | −11,11 | −5,00 | −1,67 | 1,11  | 0,56  | 3,89  | −1,11 | −6,11  | −17,22 | −17,22 | ⌀ | −7,6     |
|                        |        |        |        |       |       |       |       |       |       |        |        |        |   |          |
| Niederschlag (mm)      | 158,75 | 114,30 | 121,92 | 89,92 | 78,99 | 64,01 | 31,50 | 39,37 | 64,77 | 114,81 | 166,62 | 169,16 | Σ | 1.214,12 |
|                        |        |        |        |       |       |       |       |       |       |        |        |        |   |          |
| Regentage (d)          | 21     | 17     | 19     | 16    | 13    | 11    | 6     | 7     | 10    | 16     | 20     | 21     | Σ | 177      |

| −19,44 |

| −18,89 |

| −11,11 |

| −5,00 |

| −1,67 |

| 1,11 |

| 0,56 |

| 3,89 |

| −1,11 |

| −6,11 |

| −17,22 |

| −17,22 |

| −19,44 |

| −18,89 |

| −11,11 |

| −5,00 |

| −1,67 |

| 1,11 |

| 0,56 |

| 3,89 |

| −1,11 |

| −6,11 |

| −17,22 |

| −17,22 |

## Demographie

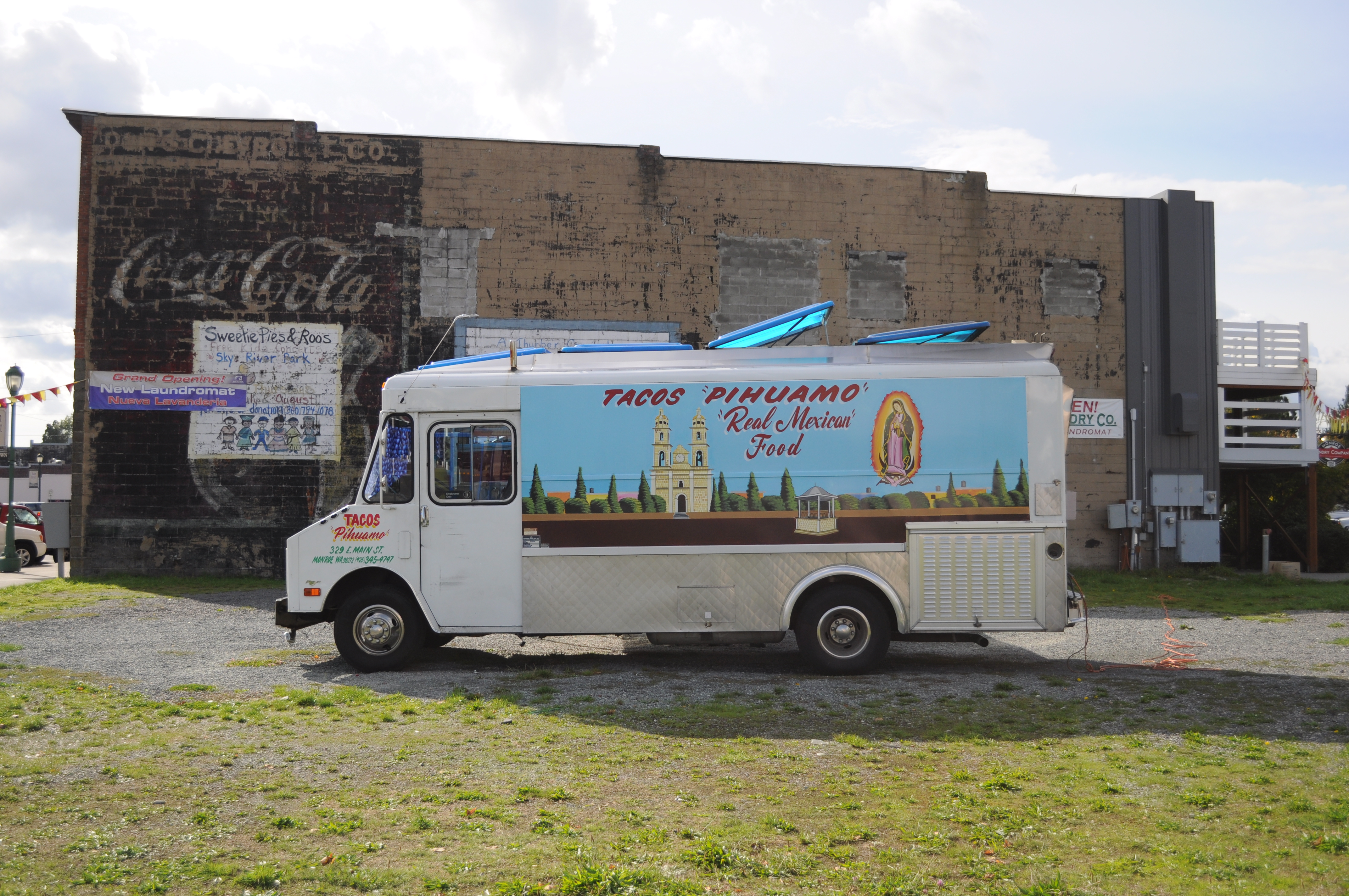
Ein Imbisswagen mit Taco-Angebot an der E. Main Street (2009) spiegelt die steigende Präsenz von Hispanics wider.

| Jahr | Einwohner¹ |
| ---- | ---------- |
| 1910 | 1.552      |
| 1920 | 1.675      |
| 1930 | 1.570      |
| 1940 | 1.590      |
| 1950 | 1.556      |
| 1960 | 1.901      |
| 1970 | 2.687      |
| 1980 | 2.869      |
| 1990 | 4.278      |
| 2000 | 13.795     |
| 2010 | 17.304     |
| 2020 | 16.699     |

1910–2020: Volkszählungsergebnisse

### Census 2000
Nach der Volkszählung von 2000 gab es in Monroe 13.795 Einwohner, 4.173 Haushalte und 3.058 Familien. Die Bevölkerungsdichte betrug 921,5 pro km². Es gab 4.427 Wohneinheiten bei einer mittleren Dichte von 295,7 pro km².
Die Bevölkerung bestand zu 86,13 % aus Weißen, zu 3,15 % aus Afroamerikanern, zu 1,32 % aus Indianern, zu 2,38 % aus Asiaten, zu 0,31 % aus Pazifik-Insulanern, zu 4,01 % aus anderen „Rassen“ und zu 2,7 % aus zwei oder mehr „Rassen“. Hispanics oder Latinos „jeglicher Rasse“ bildeten 9,66 % der Bevölkerung.21 % waren deutscher, 10,1 % englischer und 9,3 %irischer Abstammung.
Von den 4173 Haushalten beherbergten 45,7 % Kinder unter 18 Jahren, 57,8 % wurden von zusammen lebenden verheirateten Paaren, 10,5 % von alleinerziehenden Müttern geführt; 26,7 % waren Nicht-Familien. 20,6 % der Haushalte waren Singles und 8,6 % waren alleinstehende über 65-jährige Personen. Die durchschnittliche Haushaltsgröße betrug 2,83 und die durchschnittliche Familiengröße 3,26 Personen.
Der Median des Alters in der Stadt betrug 31 Jahre. 27,4 % der Einwohner waren unter 18, 8,9 % zwischen 18 und 24, 41,4 % zwischen 25 und 44, 14,2 % zwischen 45 und 64 und 8 65 Jahre oder älter. Auf 100 Frauen kamen 126,7 Männer, bei den über 18-Jährigen waren es 137,3 Männer auf 100 Frauen.
Alle Angaben zum mittleren Einkommen beziehen sich auf den Median. Das mittlere Haushaltseinkommen betrug 50.390 US$, in den Familien waren es 55.793 US$. Männer hatten ein mittleres Einkommen von 39.847 US$ gegenüber 31.633 US$ bei Frauen. Das Pro-Kopf-Einkommen betrug 18.912 US$. Etwa 5,6 % der Familien und 8,9 % der Gesamtbevölkerung lebte unterhalb der Armutsgrenze; das betraf 9,2 % der unter 18-Jährigen und 14,7 % der über 65-Jährigen.

### Census 2010
Nach der Volkszählung von 2010 gab es in Monroe 17.304 Einwohner, 5.024 Haushalte und 3.600 Familien. Die Bevölkerungsdichte betrug 1104,3 pro km². Es gab 5.306 Wohneinheiten bei einer mittleren Dichte von 338,6 pro km².
Die Bevölkerung bestand zu 78,6 % aus Weißen, zu 3,5 % aus Afroamerikanern, zu 1,4 % aus Indianern, zu 2,8 % aus Asiaten, zu 0,4 % aus Pazifik-Insulanern, zu 9,6 % aus anderen „Rassen“ und zu 3,8 % aus zwei oder mehr „Rassen“. Hispanics oder Latinos „jeglicher Rasse“ bildeten 17,1 % der Bevölkerung.
Von den 5024 Haushalten beherbergten 46,6 % Kinder unter 18 Jahren, 54 % wurden von zusammen lebenden verheirateten Paaren, 11,4 % von alleinerziehenden Müttern und 6,3 % von alleinstehenden Vätern geführt; 28,2 % waren Nicht-Familien. 21,8 % der Haushalte waren Singles und 8,9 % waren alleinstehende über 65-jährige Personen. Die durchschnittliche Haushaltsgröße betrug 2,92 und die durchschnittliche Familiengröße 3,41 Personen.
Der Median des Alters in der Stadt betrug 33,1 Jahre. 26,6 % der Einwohner waren unter 18, 8,9 % zwischen 18 und 24, 36,1 % zwischen 25 und 44, 21,2 % zwischen 45 und 64 und 7,2 65 Jahre oder älter. Von den Einwohnern waren 56,3 % Männer und 43,7 % Frauen.

### Persönlichkeiten
- Chuck Close (* 1940 in Monroe; † 2021 in Oceanside, NY), Maler des Fotorealismus
- Blye Pagon Faust  (* 1975 in Monroe), Filmproduzentin und Schauspielerin
- Lloyd Meeds (* 1927 in Dillon, MT; † 2005 in Church Creek, MD), Politiker, lebte als Jugendlicher in Monroe
- Lee Orr (* 1917 in Saskatchewan; † 2009 in Monroe), kanadischer Sprinter, lebte in Monroe
- Joseph Jude Tyson (* 1957 in Moses Lake, WA), römisch-katholischer Bischof von Yakima, war Priester in Monroe

## Bildung

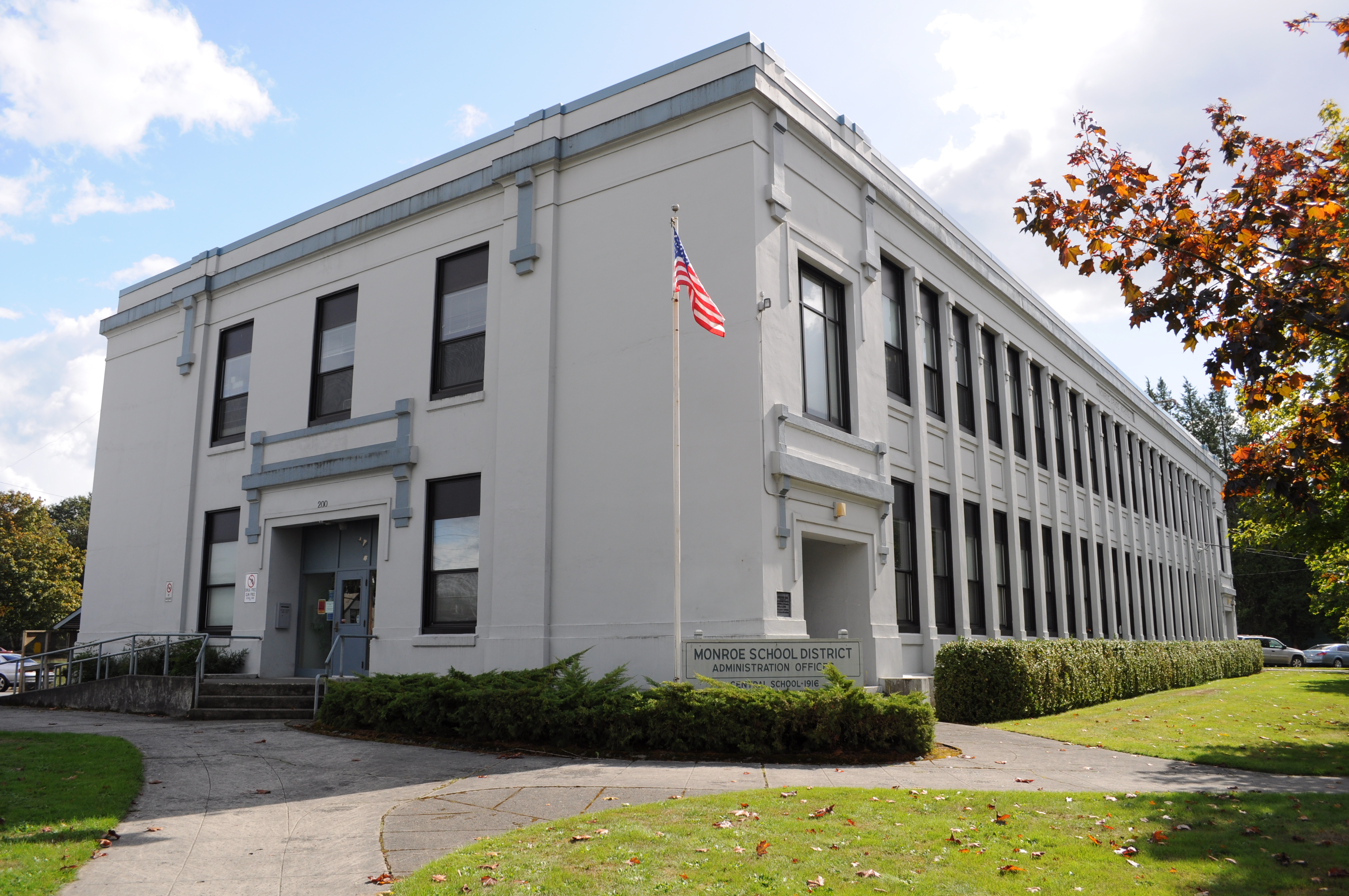
Die frühere Monroe Elementary School in der S. Ferry Street (erbaut 1916), heute (2009) das Verwaltungsgebäude des Monroe School District.

### Highschool
- Monroe High School – in Nachbarschaft des Washington State Reformatory.

### Mittelschulen
- Park Place Middle School
- Hidden River Middle School

Im Herbst 2011 wurde die Ausrichtung der Monroe Middle School neu bestimmt; sie sollte zum Sky Valley Education Center werden, eine Schule in Partnerschaft mit den Eltern. Die Studenten wurden in die Park Place Middle School und die Hidden River Middle School integriert. Diese Restrukturierung wurde zur Verbesserung der Bildung durchgeführt, indem allen Mittelschul-Studenten größere Möglichkeiten angeboten werden konnten. Die Schülerzahl in den drei Mittelschulen war so langsam gewachsen, dass die Chancen der Schüler zur Auswahl der Wahlfächer eingeschränkt werden musste.

Das Sky Valley Education Center zog in das Gebäude der früheren Monroe Middle School ein. Dieser Umzug war davon beeinflusst, dem Bezirk die Geldmittel zu erhalten. Der Hausherr jedoch debattierte über das Recht des Monroe School District, den Mietvertrag des vorher durch die Sky Valley Education genutzten Gebäudes zu beenden. Ungeachtet der Bemühungen, den Konflikt auch durch eine Mediation zu lösen, wurde der Schulbezirk angewiesen, eine Klage gegen den Hausherrn vorzubereiten. Um den bestmöglichen Ausgang vor Gericht zu erreichen, hat der Schulbezirk die Mieten auch im Januar 2012 noch gezahlt.

### Grundschulen
- Salem Woods Elementary
- Chain Lake Elementary
- Fryelands Elementary
- Frank Wagner Elementary
- Maltby Elementary

## Besserungsanstalten
Wie oben ausgeführt, wurde das Washington State Reformatory ursprünglich 1910 erbaut. Es war ursprünglich beabsichtigt, junge Straftäter zu beherbergen und sie von den „harten Jungs“ zu trennen. 1981 wurde das Special Offender Center eröffnet, um Straftäter mit psychischen Erkrankungen zu behandeln. Das Twin Rivers Correctional Center wurde 1984 als 500-Betten-Einrichtung für mittelschwere Straftaten eröffnet. Die Minimum-Security Unit wurde 1997 zur Beherbergung von Tätern mit minimalen Sicherheitsanforderungen eröffnet. 1998 wurden die vier Einrichtungen zum Monroe Correctional Complex unter einem Superintendenten zusammengefasst. Die einzelnen Gebäude wurden umbenannt in Washington State Reformatory Unit (WSRU), Twin Rivers Unit (die einzige Einrichtung im Bundesstaat, die im Gefängnis-System ausschließlich männliche Sexualstraftäter betreut), Special Offender Unit (für psychisch Kranke); die Minimum-Security Unit behielt ihren Namen. die Intensive Management Unit (IMU) wurde 2007 als neueste Erweiterung des Monroe Correctional Complex eröffnet. Die 100-Betten-Einrichtung wird Straftäter mit Verhaltensauffälligkeiten in einer hochgradig kontrollierten Umgebung beherbergen. Seit seiner Eröffnung war das Reformatory ein wichtiger Arbeitgeber in der Stadt.